# チェスキー・クルムロフ
チェスキー・クルムロフ （チェコ語: Český Krumlov [ˈtʃɛskiː ˈkrumlof] ( 音声ファイル)、ドイツ語: Krumau, Krummau [ˈkʁʊma͜u] ( 音声ファイル), またドイツ語: Krumau (Krummau) an der Moldau, Böhmisch Krumau (Krummau)、ラテン語: Crumlaw）は、チェコ・南ボヘミア州の小さな都市。クルムロフ城を含む優れた建築物と歴史的文化財で知られる。クルムロフは「川の湾曲部の湿地帯」を意味し、ドイツ語のKrumme Aueをその語源とする。チェスキーは、チェコ語で「ボヘミアの」という意味であり、これによりモラヴィアにあるモラヴスキー・クルムロフ（Moravský Krumlov）と区別される。1920年以前はクルマウ・アン・デア・モルダウという名称で知られ、古い地図には単にクルマウ（Krumau）と記載されていることが多い。

## 歴史

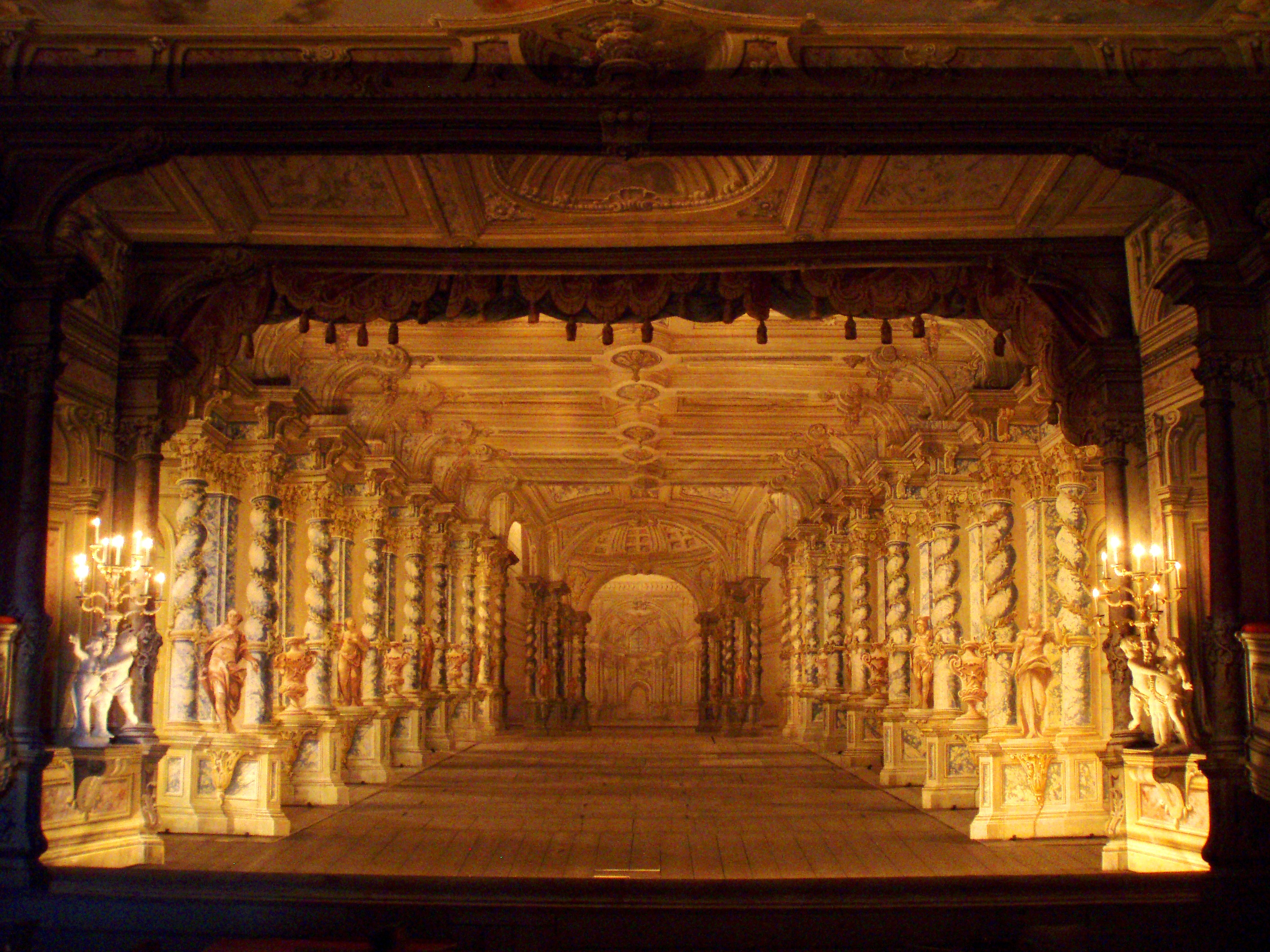
チェスキー・クルムロフ城内劇場の舞台

### 神聖ローマ帝国領邦ボヘミア王国の時代
町と城の建設は、ボヘミアの重要な通商路であるモルダウ川（ヴルタヴァ川）沿いに13世紀後半に始まった。
1302年、クルマウ（チェスキー・クルムロフ）の町と城は、ボヘミアの有力貴族であったローゼンベルク（ロジェンベルク）家のものとなる。14世紀以降、町では手工業と交易が盛んになった。16世紀、特に領主ウィルヘルム・フォン・ローゼンベルクの時代には、ルネサンス様式の建物が数多く建築され、町は色彩鮮やかな華麗なるルネサンス都市へと変貌を遂げた。
しかし、町の華やかな装いとは裏腹に、ローゼンベルク家の財政は次第に破綻を来たすようになり、ついに借金の抵当に入れられたクルマウ（チェスキー・クルムロフ）は、1601年、神聖ローマ皇帝ルドルフ2世の手に渡る。その後、1622年、神聖ローマ皇帝フェルディナント2世は、当時、神聖ローマ帝国全土を巻き込んでいた三十年戦争において、財政面を含む貢献のあったエッゲンベルク家にこの町を与えた。この時代に、町にはバロック様式の建築物が加わった。
1719年、エッゲンベルク家は断絶し、有力貴族のシュヴァルツェンベルク家が町と城を相続する。領主ヨーゼフ・アダム・シュヴァルツェンベルクの時代に、城はバロック様式に改築され、後に有名となる城内劇場（バロック劇場）が完成した。
地理的な理由もあって、この街には昔からドイツ語が存在した。ハプスブルク家がボヘミア王国を支配した後、町の中ではチェコ語よりもドイツ語の方が重要視されるようになった。しかし、民族的な関係が問題になるのは、19世紀のナショナリズムの時代になってからである。

### オーストリア＝ハンガリーからチェコスロバキアへ
19世紀に入り、シュヴァルツェンベルク家は、新たに英国風のネオ・ゴシック様式に改築されたフルボカー城に居城を移した。また、産業革命期にあって、この町は、主要な鉄道網から外れ、大規模な工業化もみられなかった。町は緩やかな衰退へと向かう。
1867年、クルマウ（チェスキー・クルムロフ）は、オーストリア＝ハンガリー帝国の一部となった。次第に、民族主義が、帝国全土を揺るがすようになり、クルマウ（チェスキー・クルムロフ）もその例外ではなかった。神聖ローマ帝国の時代から続くドイツ系住民とチェコ系住民の共存の時代はこうして幕を閉じた。
学校教育や図書館などが、次第にドイツ系とチェコ系に分離するようになった。1910年時点における町の人口は8,662人であったが、そのうち、ドイツ系が7,367人、チェコ系が1,295人であった。
第一次世界大戦の敗戦に伴い、オーストリア＝ハンガリー帝国が崩壊すると、町はチェコスロバキア領となり、1920年4月、チェコスロバキア内務省令により、町の公式名称もクルマウからチェスキー・クルムロフとなった。

### ドイツ系住民の追放
戦間期のチェコスロバキアでは、民族自決が認められず、少数民族の立場におかれたドイツ系住民（約300万人）の政治的不満が高まっていたが、1938年、ナチス・ドイツは、これに乗じ、チェコスロバキア領内のドイツ系住民の権利が侵害されているとして、いわゆるズデーテン地方の併合を強行した。これにより、チェスキー・クルムロフを含むボヘミアのドイツ語圏地域はドイツ領となった。チェスキークルムロフにはナチスドイツの軍の基地がおかれドイツ人兵士たちによって多くの建造物が破壊された。
1945年、ドイツは第二次世界大戦に敗北し、チェスキー・クルムロフは、独立を回復したチェコスロバキアに復帰した。しかし、ドイツ系住民については、エドヴァルド・ベネシュ大統領の指令（ベネシュ布告）により、チェコスロバキアの市民権と私有財産を剥奪、没収することが決定された（無慈悲政策）。
チェスキー・クルムロフの住民の多くはドイツ系であったため、ベネシュ布告により、多くの住民は市民権と私有財産を剥奪、没収され、故郷から追放する処分が下された。

### 荒廃の時代
1945年以降、チェスキー・クルムロフは荒廃状態にあった。町の伝統的な住民の多くを追放したことは、チェスキー・クルムロフのコミュニティーにとって大きな打撃となっていた。町の住居の多くは、その主を失い、一時、無人となった。1948年の共産主義化により、城郭などの歴史的建造物が「封建時代の遺構」とみなされ、価値を否定されたことも、その荒廃に拍車をかけた。ようやく歴史的建造物が徐々に補修されるようになったのは、プラハの春が訪れた1960年代後半以降のことであった。
なお、1945年以降、観光地化が急速に進んだ1990年代前半までのあいだ、チェスキー・クルムロフの中心部は、ロマの人々が多く居住する地区となっていた。近年はチェコ人との同化も進んでいるが、現在も激しい差別が根強く残り、民族浄化のためのロマへの強制断種政策が続いている。チェスキー・クルムロフにおいて、ロマはチェコ人に次ぐ第二のエスニック・グループとなっている。

### 歴史的景観の再評価
1989年のビロード革命以降、町の景観の歴史的価値が再認識されるに至り、建造物の修復が急速に進められ、町はかつての美しさを取り戻した。1992年にはユネスコの世界遺産（文化遺産）に登録された。現在はドイツ・オーストリアを主とする観光客に人気のある観光地となっている。
現在も、クルムロフ城の内部の修復などが進められている。1990年以降、毎年6月には、中世の領主であるロジェンベルク（ローゼンベルク）家の紋章にちなんだ「五弁のバラの祭典」が開催されるようになった。
2002年8月、町はヴルタヴァ川の大氾濫に見舞われた。

## 見どころ
- チェスキー・クルムロフ城　-　小さな町であるクルムロフの大きさに不釣り合いな大きさの城である。城内には1766年完成のバロック様式の劇場が保存されている。機械仕掛けの舞台装置を備える。こういった宮廷劇場が今も存在する[12]。建設当時、劇場は年に三回だけ利用された（年に二度のみ、バロック音楽が一般公開されロウソク灯りの中でオペラが演じられた）。

- 聖ヴィトゥス教会（Kostel Sv. Víta）　-　15世紀のフレスコ画を持つ教会

- かつて町に住んでいたことのある、20世紀初頭の表現主義の画家エゴン・シーレにちなんだ美術館がある。[13]

ボヘミアでも有数の古い修道院、ズラター・コルナ修道院がクルムロフから10キロの地点にある。クルムロフから30キロ離れた場所には12世紀に建てられたフルボカー城（後世にウィンザー城を真似て再建された）がある。
クルムロフはチェコ最大の国立公園シュマヴァ国立公園に近い。シュマヴァ山地はオーストリア・ドイツ国境沿いにある。

## 文化
チェスキー・クルムロフは、重要な文化の中心地である。いくつものフェスティヴァルやイベントが毎年開催される。最もよく知られているのは、6月の夏至の週末に開催される五弁のバラの祭典（the Five-Petalled Rose Festival)である。この際には、下町は歩行者天国になり、職人、芸術家、音楽家、地元の人々が中世の扮装をして、中世の町に模様替えした街頭へ繰り出す。ジョスト、フェンシング、伝統ある民俗舞踊などの多種な催しがされ、城、地元の公園、河岸などで民俗劇が上演される。フェスティヴァルの最後を締めくくるのは、城で打ち上げられる花火大会である。
1989年のビロード革命以後、一帯に80軒を超える飲食店ができた。多くのレストランは川沿いと城周辺に集中している。

## 登録基準
この世界遺産は世界遺産登録基準のうち、以下の条件を満たし、登録された（以下の基準は世界遺産センター公表の登録基準からの翻訳、引用である）。
- (4) 人類の歴史上重要な時代を例証する建築様式、建築物群、技術の集積または景観の優れた例。